# Langoorchipmunk
De langoorchipmunk (Neotamias quadrimaculatus) is een zoogdier uit de familie van de eekhoorns (Sciuridae). De wetenschappelijke naam van de soort werd voor het eerst geldig gepubliceerd door Gray in 1867.